# Semino Rossi
Semino Rossi (Omar Ernesto Semino)  es un cantante austríaco de origen argentino. Nació el 29 de mayo de 1962 en Rosario, Argentina. A los 23 años emigró a Europa; partió desde Rosario el 19 de marzo de 1985 rumbo a  a Madrid, tan solo con un billete de ida. En 1986 conoció en Innsbruck a su esposa Gabi que es de Tirol del Sur en Italia. Con ella vive en Tirol del Norte, Austria. Canta en alemán, español e italiano.